# نوزده (فیلم ۲۰۰۹)
نوزده (انگلیسی: 19-Nineteen؛‏ کره‌ای: 나의 19세) یک فیلم محصول کره جنوبی و ژاپن در سال ۲۰۰۹ با بازی تی.او.پی، سونگ‌ری و هو یی جه است. این فیلم داستان سه نوجوان نوزده ساله، دو پسر و یک دختر که متهم به قتل شده و مجبور به فرار می‌شوند را روایت می‌کند. همه، از جمله والدینشان، معتقدند که گناهکار هستند، اما این تجربه در تلاش برای یافتن قاتل واقعی و اثبات بی گناهی خود، پیوند بین آنها را تقویت می‌کند. نوزده نخستین بار کره جنوبی در سینماهای سی‌جی‌وی به نمایش درآمد و سپس در ۱۲ نوامبر ۲۰۰۹ از شبکه اس‌بی‌اس (کره جنوبی) و در سال ۲۰۱۰ از شبکه تی‌وی آساهی (ژاپن) پخش شد.

## بازیگران
- تی.او.پی در نقش سو جونگ هون
- سونگ‌ری در نقش پارک مین سو
- هو یی جه در نقش چا اون یونگ
- جونگ سونگ ایل در نقش ها کی سانگ
- جانگ سو یون در نقش یو اون هه